# Dendrobium cowenii
Dendrobium cowenii är en orkidéart som beskrevs av P.O'byrne och Jaap J. Vermeulen. Dendrobium cowenii ingår i släktet Dendrobium, och familjen orkidéer.
Artens utbredningsområde är Thailand. Inga underarter finns listade i Catalogue of Life.